# Premi Sant Jordi de novel·la
Il Premi Sant Jordi de novel·la (ˈpɾɛmi ˈsaɲ ˈʒɔrði ðə nuˈβɛɫːə) è un premio letterario in lingua catalana assegnato da Òmnium Cultural e Enciclopèdia Catalana.

## Storia
Tra il 1947 e il 1960 il nome del premio è stato Premi Joanot Martorell.
Il premio è assegnato nella Nit literària de Santa Llúcia nel mese di dicembre ed è accompagnato da 60.000 euro.

## Elenco dei vincitori

### Premi Joanot Martorell
|     | Anno | Opera                        | Autor                     |
| --- | ---- | ---------------------------- | ------------------------- |
| 1a  | 1947 | Primera part                 | Cèlia Sunyol              |
| 2a  | 1948 | El cel no és transparent     | Maria Aurèlia Capmany     |
| -   | 1949 | Nessun premio                | -                         |
| -   | 1950 | Nessun premio                | -                         |
| 3a  | 1951 | El carrer estret             | Josep Pla                 |
| 4a  | 1952 | La família Rouquier          | Xavier Benguerel i Llobet |
| 5a  | 1953 | Com ganivets o flames        | Josep Maria Espinàs       |
| 6a  | 1954 | Estrictament personal        | Manuel de Pedrolo         |
| 7a  | 1955 | Incerta glòria               | Joan Sales                |
| 8a  | 1956 | La maroma                    | Ramon Folch i Camarasa    |
| 9a  | 1957 | El mar                       | Blai Bonet                |
| 10a | 1958 | Un camí de Damasc            | Miquel Llor               |
| 11a | 1959 | Animals destructors de lleis | Ricard Salvat             |

### Premi Sant Jordi
|      | Anno | Opera                               | Autore                  |
| ---- | ---- | ----------------------------------- | ----------------------- |
| 12a  | 1960 | Viure no és fàcil                   | Enric Massó             |
| 13a  | 1961 | L'últim replà                       | Josep Maria Espinàs     |
| 14a  | 1962 | Balanç fins a la matinada           | Manuel de Pedrolo       |
| 15a  | 1963 | L'ombra de l'atzavara               | Pere Calders            |
| 16a  | 1964 | La visita                           | Ramon Folch i Camarasa  |
| 17a  | 1965 | La derrota                          | Estanislau Torres       |
| 18a  | 1966 | El carrer de les Camèlies           | Mercè Rodoreda          |
| 19a  | 1967 | 39° a l'ombra                       | Antònia Vicens          |
| 20a  | 1968 | Un lloc entre els morts             | Maria Aurèlia Capmany   |
| 21st | 1969 | No winner                           | -                       |
| 22nd | 1970 | Nifades                             | Josep Maria Sonntag     |
| 23rd | 1971 | Fes memòria, Bel                    | Vicenç Riera Llorca     |
| 24a  | 1972 | L'enquesta del Canal Quatre         | Avel·lí Artís-Gener     |
| 25a  | 1973 | La casa encesa                      | Miquel Àngel Riera      |
| 26a  | 1974 | Pinyol tot salivat                  | Josep Albanell          |
| 27a  | 1975 | Un regne per a mi                   | Pau Faner               |
| 28a  | 1976 | El temps de les cireres             | Montserrat Roig         |
| 29a  | 1977 | Coll de serps                       | Ferran Cremades         |
| 30a  | 1978 | Un home qualsevol                   | Jordi Carbonell i Tries |
| 31st | 1979 | La senyora                          | Antoni Mus              |
| 32nd | 1980 | L'espectacle                        | Joan Mas i Bauzà        |
| 33rd | 1981 | Evangeli gris                       | Vicenç Villatoro        |
| 34a  | 1982 | Christian                           | Antoni Pasqual          |
| 35a  | 1983 | La teranyina                        | Jaume Cabré             |
| 36a  | 1984 | Al meu cap una llosa                | Olga Xirinacs           |
| 37a  | 1985 | Els colors de l'aigua               | Isidre Grau             |
| 38a  | 1986 | Les primaveres i les tardors        | Baltasar Porcel         |
| 39a  | 1987 | Posicions                           | Ricard Creus            |
| 40a  | 1988 | Retrat de Carme en penombra         | Agustí Alcoberro        |
| 41st | 1989 | Annullato dalla giuria              | -                       |
| 42nd | 1990 | Línia trencada                      | Ferran Cremades         |
| 43rd | 1991 | El sol de la tarda                  | Robert Saladrigas       |
| 44a  | 1992 | Cames de seda                       | Maria Mercè Roca        |
| 45a  | 1993 | La salvatge                         | Isabel-Clara Simó       |
| 46a  | 1994 | Gràcies per la propina              | Ferran Torrent          |
| 47a  | 1995 | Els fantasmes del Trianon           | Nèstor Luján            |
| 48a  | 1996 | El misteri de Berlín                | Jordi Mata              |
| 49a  | 1997 | L'atles furtiu                      | Alfred Bosch            |
| 50a  | 1998 | El Quincorn. Una història romàntica | Miquel de Palol         |
| 51st | 1999 | El llibre de les mosques            | Emili Teixidor          |
| 52nd | 2000 | Sota la pols                        | Jordi Coca              |
| 53rd | 2001 | No miris enrere                     | David Castillo          |
| 54a  | 2002 | Purgatori                           | Joan Francesc Mira      |
| 55a  | 2003 | La meitat de l'ànima                | Carme Riera             |
| 56a  | 2004 | La ciutat invisible                 | Emili Rosales           |
| 57a  | 2005 | El metall impur                     | Julià de Jòdar          |
| 58a  | 2006 | Sayonara Barcelona                  | Joaquim Pijoan          |

|     | Anno | Opera                             | Autore                     | secondo classificato           | Autore              |
| --- | ---- | --------------------------------- | -------------------------- | ------------------------------ | ------------------- |
| 59a | 2007 | Les senyoretes de Lourdes         | Pep Coll                   | El monestir de l'amor secret   | Maria Dolors Farrés |
| 60a | 2008 | El nas de Mussolini               | Lluís-Anton Baulenas       | El músic del bulevard Rossini  | Vicent Usó          |
| 61a | 2009 | Se sabrà tot                      | Xavier Bosch               | La dona que fugia de la boira  | Albert Llimós       |
| 62a | 2010 | L'home de la maleta               | Ramon Solsona              | Després de Laura               | Jordi Cabré         |
| 63a | 2011 | Crim de sang                      | Sebastià Alzamora          | Kabul i Berlín a l'últim segon | Joan Mas i Vives    |
| 64a | 2012 | Plans de futur                    | Màrius Serra               | Non organizzato                | Non organizzato     |
| 65a | 2013 | Dies de frontera                  | Vicenç Pagès               | Non organizzato                | Non organizzato     |
| 66a | 2014 | L'àguila negra                    | Joan Carreras i Goicoechea | Non organizzato                | Non organizzato     |
| 65a | 2015 | La vida sense la Sara Amat        | Josep Puig i Ponsa         | Non organizzato                | Non organizzato     |
| 66a | 2016 | El setè àngel                     | David Cirici               | Non organizzato                | Non organizzato     |
| 67a | 2017 | Jo sóc aquell que va matar Franco | Joan-Lluís Lluís           | Non organizzato                | Non organizzato     |
| 68a | 2018 | Digues un desig                   | Jordi Cabré i Trias        | Non organizzato                | Non organizzato     |
| 69a | 2019 | Les amistats traïdes              | David Nel·lo i Colom       | Non organizzato                | Non organizzato     |
| 70a | 2020 | L'aigua que vols                  | Víctor García Tur          | Non organizzato                | Non organizzato     |
| 71a | 2021 | Morir-ne disset                   | Sergi Belbel               | Non organizzato                | Non organizzato     |
| 72a | 2022 | Les nostres mares                 | Gemma Ruiz i Palà          | Non organizzato                | Non organizzato     |
| 73a | 2023 | Confeti                           | Jordi Puntí                | Non organizzato                | Non organizzato     |